# Peugeot 309
Peugeot 309 — небольшой семейный автомобиль, разработанный и производившийся Peugeot с 1985 по 1993 год в Европе и с 1994 по 1997 год в Индии компанией PAL-Peugeot Ltd. В нём использовался XU бензиновый и XUD дизельный двигатели. Всего было произведено 1 638 876 автомобилей.

## История
Модель разрабатывалась для замены Simca Horizon. Первоначально предназначалась для марки Talbot и в ходе разработки называлась Talbot Arizona.
В течение 1985 года PSA решила отказаться от бренда Talbot, модель Samba стала последней в истории закрытой марки и новая разработанная модель Arizona увидела свет уже как Peugeot 309. Первый автомобиль 309 модели сошёл с конвейера в Райтоне в октябре 1985 года и продажи начались с начала следующего года. 309 модель не предназначалась для замены своей собственной Peugeot модели 305, но данный не по порядку номер — следующий после 305 небольшой семейный автомобиль должен был называться «306» — вынудил дистанцироваться на рынке от 305 модели и отразил в себе происхождение автомобилей Simca. Слегка неуклюжий стиль 309 (особенно в сравнении с 205 и 405 того же периода) связан с решением повторно использовать оболочки дверей от 205 модели. 309 модель также должна была отличаться Peugeot в качестве бренда Talbot и была «домашней» разработкой. Другие автомобили Peugeot были разработаны прославленным итальянским дизайнерским домом Pininfarina вплоть до выпуска 206. Зубчатообразный дизайн хетчбэка имеет непреднамеренное сходство с Dodge Shadow и Plymouth Sundance, которые также были разработаны, совершенно раздельно, для замены Horizon в Северной Америке.
Первоначальная линейка двигателей на рынке Великобритании состояла из цепно-приводных производных от Simca 1118 см³ (E1A) и 1294 см³ (G1A) с верхним расположением бензиновых клапанов, полученных от Horizon, и предоставляемые Peugeot 1769/1905 см³ дизельные и 1580/1905 см³ бензиновые с ременным приводом распределительного вала с верхним расположением XU клапанов. На некоторых рынках также использовались 1442 см³ (Y2) и 1592 см³ (J2) двигатели Simca, которые можно видеть в более ранних Simca 1307 и Talbot Solara, также как и в Horizon, вместо 1580 см³ OHC. 1905 см³ двигатель был использован в высокопроизводительной GTI версии 309 в инжекторной модели двигателя.
309 стал также знаковым в том, что он стал первым автомобилем Peugeot, собранным на бывшем заводе Rootes в Райтоне-на-Дансморе, который Peugeot унаследовала от Chrysler Europe в 1978 году.